# バルデナフィル
バルデナフィル（英: Vardenafil）は、 勃起不全の治療に使用されるPDE5阻害剤（ホスホジエステラーゼ5阻害剤、PDE-5)で、レビトラ（Levitra） 、スタキシン（Staxyn) 、およびビバンザ（Vivanza）という商品名で販売されていたが、2022年に先発医薬品は販売終了し、後発医薬品のみ存在している。

## 医療用
バルデナフィルの適応と禁忌は、他のPDE5阻害剤と同一である。クエン酸シルデナフィル（バイアグラ）とタダラフィル（シアリス）の機能に密接に関連している。 バルデナフィルとクエン酸シルデナフィルの違いは、窒素原子の位置と、シルデナフィルのピペラジン環メチル基のエチル基への変化である。タダラフィルは、シルデナフィルおよびバルデナフィルの両方と構造的に異なる。バルデナフィルの有効時間は比較的短いが、シルデナフィルに比べると多少長い。 
勃起不全の適応症を超えて、バルデナフィルは早漏の治療に有効である可能性があり、浸透から射精までの時間を大幅に増加させる可能性がある 。

## 服用方法
早い場合は服用後15分程度で効果を発揮するが、平均的には性行為の30分～1時間前あたりがベストのタイミングとなる。「食事の影響を受けない」と誤解されることもあるが、食事と同タイミングの服用は効果を減退、あるいはまったく効果を発揮しないリスクを高める。食事が避けられない時は、空腹時にあらかじめ服用を済ませておく、食事後に2～3時間の間隔を空け服用するなどの工夫が必要である。

## 有害反応
一般的な有害反応（副作用）は、他のPDE5阻害剤と同一である。 よくあるバルデナフィル特有の副作用は、吐き気。まれな副作用は、腹痛、腰痛、光線過敏症、視覚異常、眼痛、顔面浮腫、低血圧、動悸、頻脈、関節痛、筋肉痛 、発疹、かゆみ、および持続勃起症。 
バルデナフィルを使用した場合の深刻な、しかしまれな副作用の1つに、心臓発作がある。また、まれに、バルデナフィルの使用により持続勃起症を引き起こすことがあり、治療しないまま放置するとインポテンスを引き起こす可能性がある、非常に痛みを伴う緊急状態である 。 
2007年10月18日、米国食品医薬品局（FDA）は、バルデナフィルおよび他のPDE5阻害薬の薬物ラベルに難聴の可能性（突然の難聴）に関する警告を追加すると発表した。 

## 相互作用
バルデナフィルは、すべてのPDE5阻害剤と同様に、硝酸薬を服用している人には使用することができない。バルデナフィルと併用すると、生命を脅かす可能性のある低血圧を引き起こすことがある。 
さらに、バルデナフィルはQT間隔の延長を引き起こす。したがって、QT間隔に影響する他の薬（アミオダロンなど）を服用している人は併用できない。 

## 歴史
バルデナフィルは、バイエル・ファーマシューティカルズ 、 グラクソ・スミスクライン 、シェリング・プラウにより、 レビトラ（Levitra）という商品名で共同販売された。 ドイツ・バイエル社が開発したレビトラ錠の国際誕生は2003年3月4日。2005年現在、 米国以外の多くの市場でレビトラのGSKの共同販促権をバイエルに戻された。イタリアでは、バイエルはレビトラ、GSKはVivanzaとしてそれぞれ販売している。したがって、欧州連合の貿易規則により、並行輸入することで、EUではレビトラの隣にVivanzaが販売される可能性がある。 
StaxynおよびLevitra Softとして販売されている口腔内崩壊剤は、アメリカ合衆国やカナダなどの国家で承認を得ている。 
日本での承認はレビトラ錠5 mgと10 mgが2004年4月23日、20 mgが2007年5月24日。日本では処方箋医薬品で、薬価基準未収載（自由診療）だが、レビトラ錠は2022年に販売終了。後発医薬品は2020年7月に沢井製薬と東和薬品から発売され、2022年からは後発品のみ販売されている。後発品は新薬と同じ有効成分・同じ効果・同じ時間で効果が現れることが確認されている。

## 剤型

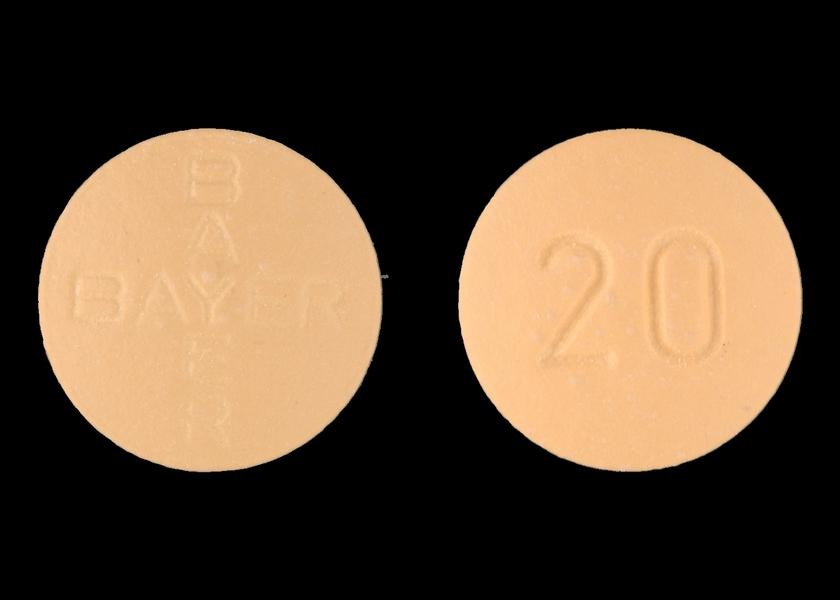
レビトラ錠20mg

2.5 mg、5 mg、10 mg、および20 mgの丸いオレンジ色の錠剤がある。 通常の開始用量は10mg （ほぼシルデナフィル 50 mgに相当）。バルデナフィルは、性行為の 1〜2時間前に服用し、1日1回まで使うことができる。 イギリスなどの一部の地域では、特定の用量のみが利用できる場合がある。 日本では2004年6月よりレビトラ5 mg、10 mg錠を、2007年7月より20 mg錠を、バイエル薬品が販売していた。
バルデナフィルには、錠剤の形で飲み込むのではなく、舌の上で溶ける錠剤（口腔内崩壊錠）のスタキシン（Staxyn） 10 mgもあるが、日本では販売されていない。

## 汚染されたサプリメント
US FDAは、バルデナフィルおよびその他の合成PDE5阻害剤を、男性用精力強化のための「ハーブ」サプリメントまたは「すべて天然」製品として販売されている多くの製品で検出した。 